# Saunders Lake
Saunders Lake es un lugar designado por el censo ubicado en el condado de Coos en el estado estadounidense de Oregón. En el Censo de 2020 tenía una población de 1055 habitantes y una densidad poblacional de 138,27 habitantes por km². Fue incluido como CDP en el censo de 2020.

## Geografía
Saunders Lake se encuentra ubicado en las coordenadas 43°31′16″N 124°12′38″O / 43.52111, -124.21056.Según la Oficina del Censo de los Estados Unidos,  tiene una superficie total de 7,63 km², de la cual 7,37 km² corresponden a tierra firme y 0,26 km² a agua.